# Walckenaeria cornuella
Walckenaeria cornuella este o specie de păianjeni din genul Walckenaeria, familia Linyphiidae. A fost descrisă pentru prima dată de Chamberlin și Ivie, 1939. Conform Catalogue of Life specia Walckenaeria cornuella nu are subspecii cunoscute.